# Rosemary Karuga
Rosemary Namuli Karuga, née le 19 juin 1928 à Meru au Kenya et morte le 9 février 2021 à Fermoy, en Irlande, est une artiste pluridisciplinaire kényane, première femme à étudier les beaux-arts à l'université Makerere et considérée comme une figure précurseure du junk art ainsi que l'une des premières figures artistiques féminines d'envergure du Kenya,,. 

## Biographie
Née d'un père ougandais et d'une mère kényane, c'est au sein d'une école primaire catholique qu'elle est initiée dès son enfance aux arts créatifs. Une nonne irlandaise remarque alors ses talents et oriente ses parents vers le département des beaux-arts de l'université Makerere, qui vient alors d'ouvrir en Ouganda.
Elle entre à l'université en 1950 où elle apprend le dessin, la peinture et la sculpture. Diplômée en 1952, elle rentre au Kenya et y exerce en tant que professeure. Elle se marie l'année suivante et abandonne un temps sa vocation pour se consacrer à son métier et sa famille et face à l'impossibilité matérielle à laquelle elle fait face pour peindre et acheter des fournitures dans son village au Kenya.
Ce n'est qu'une fois retraitée, en 1987, qu'elle décide de se remettre à la peinture,. Elle est alors exposée au Paa Ya Paa Arts Center, l'une des deux galeries d'art de Nairobi. Elle s'impose alors comme l'une des seules femmes à exposer au Kenya. En 1990, elle est commissionnée pour créer la couverture de la première édition du livre L'Ivrogne dans la brousse de l'écrivain nigérian Amos Tutuola. Le succès mondial du livre lui offre une vitrine internationale. Forte de son succès, elle est par la suite invitée à exposer à New-York en 1990 au sein de l'exposition Contemporary African Artists: Changing Tradition. Il s'agit de la première exposition américaine majeure consacrée uniquement à des artistes africains. Rosemary Karuga figure ainsi aux côtés de neuf artistes majeurs du continent africain que sont El Anatsui, Bruce Onobrakpeya, Youssouf Bath, Tapfuma Gutsa, Souleymane Keita, Nicholas Mukomberanwa, Henry Munyaradzi et Ablade Glover.  
En 2006, elle tombe malade lors d'un voyage en Irlande où réside une de ses filles. Sa situation physique ne lui permettant pas un vol retour au Kenya, elle décide de rester vivre en Irlande, à Fermoy, où réside sa fille. En 2006, elle reçoit le prix du journal Voice Africa qui récompense les personnes d'origines africaines pour leur participation à la vie culturelle de l'Irlande. En 2017, elle est nommée « artiste du mois » par le musée national de Nairobi. Elle décède le 9 février 2021.

## Œuvre

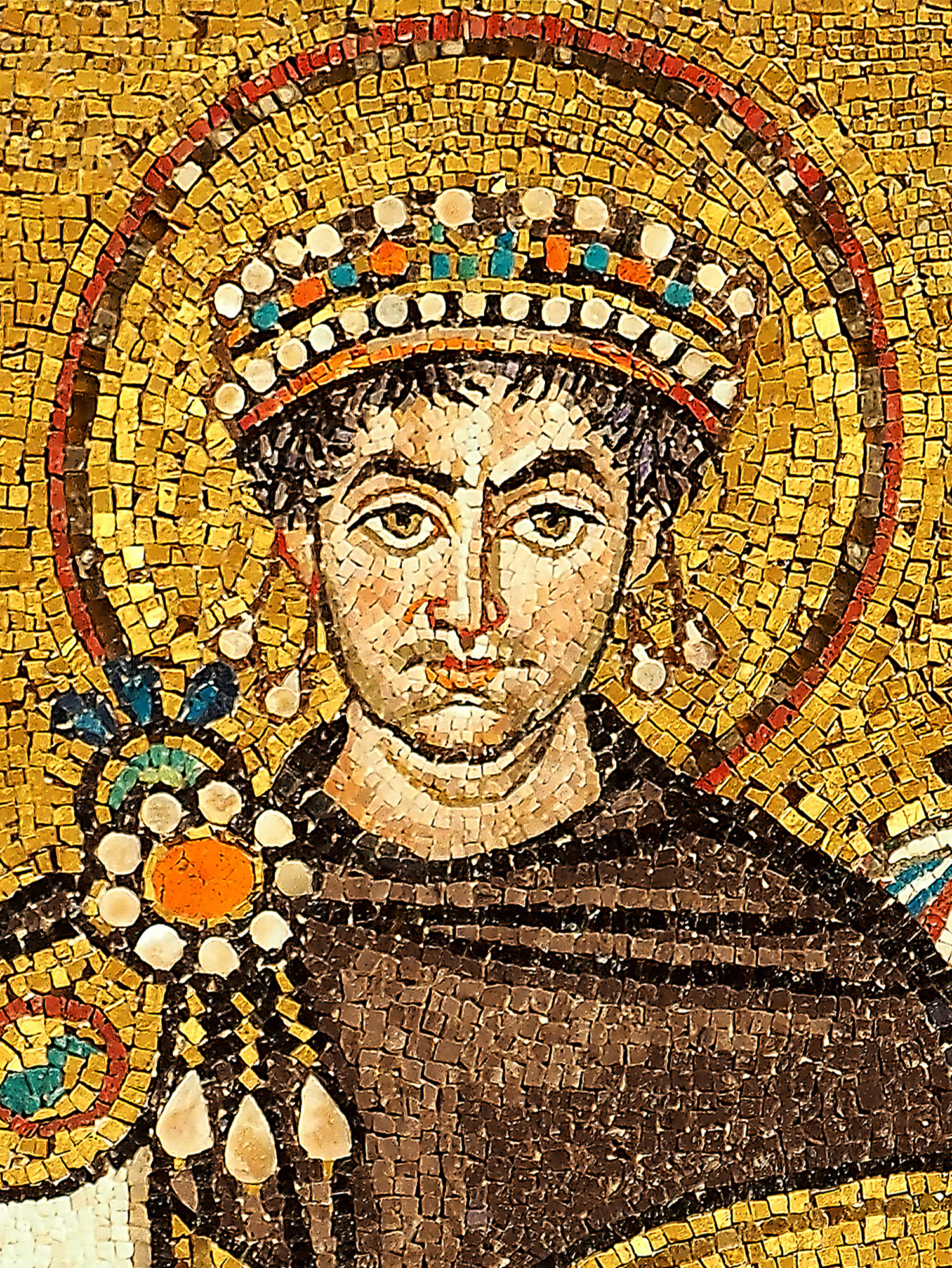
Les compositions en de multiples tesselles, typiques des mosaïques byzantines, sont une source d'inspiration majeure pour Rosemary Karuga.

Elle est influencée par l'art des mosaïques byzantines,,, et plus particulièrement de la composition en abacule. Ses créations consistent essentiellement en des collages issus de matériaux de récupération, notamment des extraits de magazines en papier glacé,. Dans une perspective post-coloniale, son art exprime le paradoxe entre ses premières difficultés matérielles à s'approvisionner pour peindre, l'émergence de la société de consommation au Kenya et l'abondance des biens jetables,. Fortement inspirée par son environnement, ses collages représentent essentiellement des scènes issues de son quotidien au cœur d'un village rural du Kenya. La place des villageois et des animaux y est proéminente,.
Son héritage artistique au Kenya est important ; elle a notamment participé à la formation et l'émergence d'autres artistes kényanes à l'instar de la céramiste Magdalene Odundo,.